# Karin Bruns
Karin Bruns (* 1957; † 7. Oktober 2016 in Linz) war eine Medien- und Literaturwissenschaftlerin und seit 2003 Professorin für Medientheorien an der Universität für künstlerische und industrielle Gestaltung Linz.

## Leben und Werk
Karin Bruns studierte bis 1984 Literatur- und Sprachwissenschaft, Sozialpsychologie und Sozialanthropologie an der Ruhr-Universität Bochum. Nach dem Magisterabschluss mit der Arbeit Menschmaschinen und Maschinenmenschen: Untersuchungen zur Subjektformation in der Science-Fiction promovierte sie 1993 mit Kinomythen 1920–1945. Die Filmentwürfe der Thea von Harbou. Von 1987 bis 2000 gehörte sie zu den Organisatorinnen des Frauenfilmfestivals „femme totale“ in Dortmund (heute: Internationales Frauen-Film-Festival IFFF) und kuratierte Film- und Videoprogramme in Deutschland und England. Sie lehrte u. a. an der Ruhr-Universität Bochum, der Hochschule für bildende Künste Braunschweig und der Hochschule für Fernsehen und Film München. 2004 habilitierte sie sich an der Gesamthochschule Essen mit der Arbeit Flüchtige Erscheinungen. Politische Bildfunktionen audiovisueller Körperinszenierungen zwischen 1900 und 2001.
Seit 2003 war sie Professorin für Medientheorien, seit 2004 Leiterin des Instituts für Medien und seit 2009 Vorsitzende des Senats der Universität für künstlerische und industrielle Gestaltung Linz.
Ihre Forschungsschwerpunkte waren: Theorien der digitalen Medien und der Intermedialität; Theorie und Geschichte des ‚Formats‘; Gender und Medien; Kulturen des Gerüchts im World Wide Web.